# Daniël de Hertaing

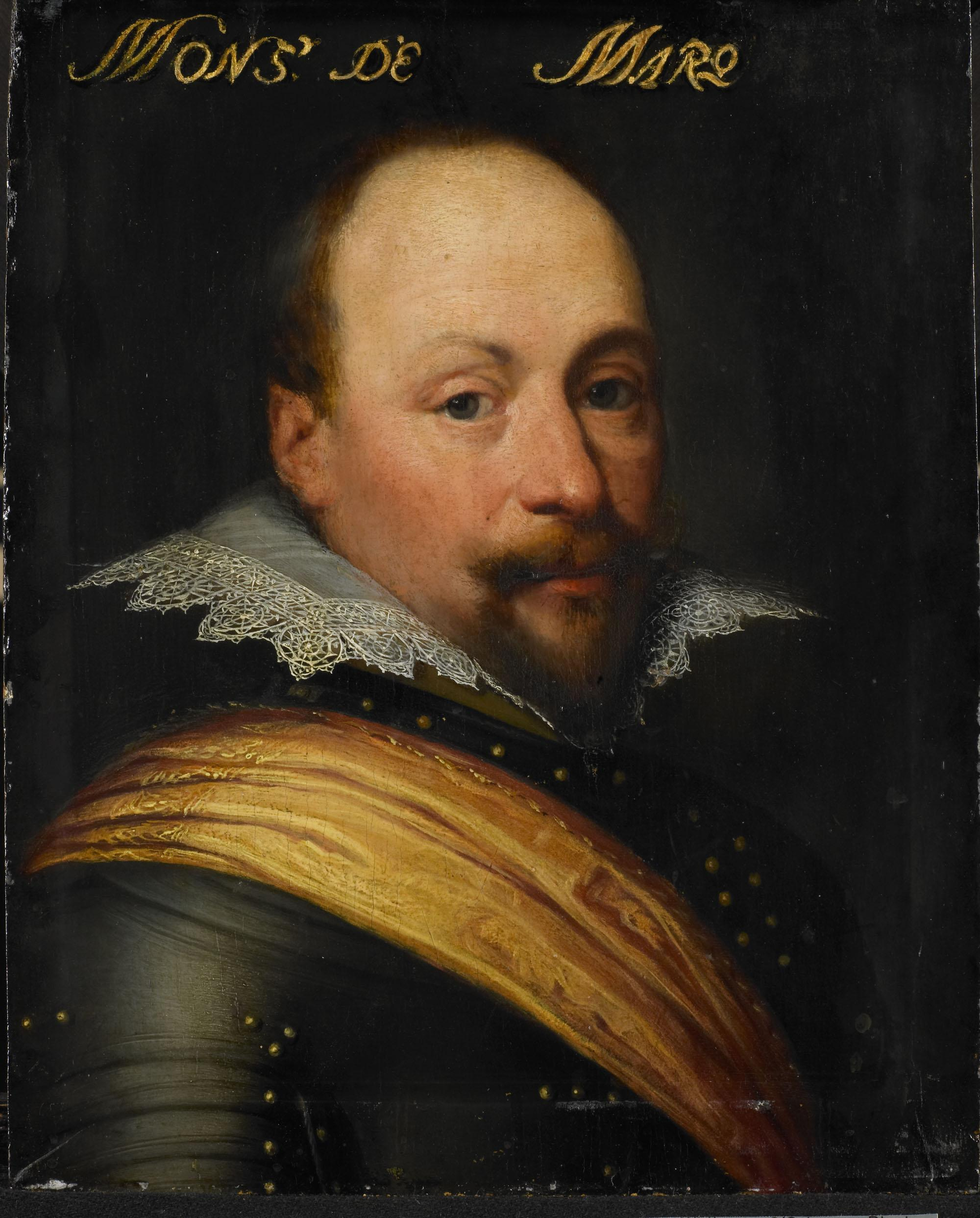
Daniël de Hertaing, Herr von Marquette

Daniël de Hertaing, Herr von Marquette († 1625 in Heemskerk) war Offizier im Dienst der Generalstaaten während des Achtzigjährigen Kriegs.

## Abstammung
Daniël de Hertaing war der älteste Sohn von Willem de Hertaing, Herr von Marquette, Ritter und Gouverneur der Stadt Bergen op Zoom und dessen Ehefrau Anne, Tochter von Charles de Levin.

## Leben
Er floh wegen seiner protestantischer Gesinnung aus seiner Heimat in der Grafschaft Hennegau.
Als Luitenant-Kolonel befehligte 1600 er ein Regiment Wallonen bei der Schlacht von Nieuwpoort. Am 27. Juni 1603 wurde er von den Generalstaaten als Gouverneur der belagerten Stadt Ostende eingesetzt. Er übergab die Stadt am 20. September 1604 mit Erlaubnis der Generalstaaten an Erzherzog Albrecht von Österreich. Da er am linken Bein und am rechten Arm schwer verwundet war, unterzeichnete er mit links.
Daniël nahm am 9. Oktober 1605 unter Befehl von Moritz von Oranien bei der Schlacht bei Mülheim teil. Er wurde am 5. Mai 1606 Luitenant-Generaal der Kavallerie.
Im Februar 1609 befehligte er seine Truppen bei der zweiten Schlacht bei Mülheim.